# Gasterosteus
Gasterosteus is een geslacht van straalvinnige vissen uit de familie van de stekelbaarzen (Gasterosteidae). Het geslacht is voor het eerst wetenschappelijk beschreven in 1758 door Linnaeus.

## Soorten
- Gasterosteus aculeatus Linnaeus, 1758
  - Gasterosteus aculeatus aculeatus (Driedoornige stekelbaars)
  - Gasterosteus aculeatus santaeannae Regan, 1909
  - Gasterosteus aculeatus williamsoni Girard, 1854
- Gasterosteus crenobiontus Băcescu & Mayer, 1956
- Gasterosteus gymnurus Cuvier, 1829
- Gasterosteus islandicus Sauvage, 1874
- Gasterosteus microcephalus Girard, 1854
- Gasterosteus nipponicus Higuchi, Sakai & Goto, 2014
- Gasterosteus wheatlandi Putnam, 1867

## Synoniemen
- Geslacht Apeltes:
  - Gasterosteus quadracus Mitchill, 1815 geaccepteerd als Apeltes quadracus (Mitchill, 1815)
- Geslacht Culaea:
  - Gasterosteus inconstans Kirtland, 1840 geaccepteerd als Culaea inconstans (Kirtland, 1840)
  - Gasterosteus gymnetes Dawson, 1859 geaccepteerd als Culaea inconstans (Kirtland, 1840)
  - Gasterosteus pygmaeus Agassiz, 1850 geaccepteerd als Culaea inconstans (Kirtland, 1840)
- Geslacht Dactylopterus:
  - Gasterosteus spinarella Linnaeus, 1758 geaccepteerd als Dactylopterus volitans (Linnaeus, 1758)
- Geslacht Hippocampus:
  - Gasterosteus equus Cabrera, Pérez & Haenseler, 1817 geaccepteerd als Hippocampus hippocampus (Linnaeus, 1758)
- Geslacht Monocentris:
  - Gasterosteus japonicus Houttuyn, 1782 geaccepteerd als Monocentris japonica (Houttuyn, 1782)
- Geslacht Naucrates:
  - Gasterosteus ductor Linnaeus, 1758 geaccepteerd als Naucrates ductor (Linnaeus, 1758)
- Geslacht Pomatomus:
  - Gasterosteus saltatrix Linnaeus, 1766 geaccepteerd als Pomatomus saltatrix (Linnaeus, 1766)
- Geslacht Pterois:
  - Gasterosteus volitans Linnaeus, 1758 geaccepteerd als Pterois volitans (Linnaeus, 1758)
- Geslacht Pungitius:
  - Gasterosteus blanchardi Sauvage, 1874 geaccepteerd als Pungitius pungitius (Linnaeus, 1758)
  - Gasterosteus burgundianus Blanchard, 186 geaccepteerd als Pungitius laevis (Cuvier, 1829)
  - Gasterosteus bussei Warpachowski, 1888 geaccepteerd als Pungitius bussei (Warpachowski, 1888)
  - Gasterosteus concinnus Richardson, 1836 geaccepteerd als Pungitius pungitius  (Linnaeus, 1758)
  - Gasterosteus dekayi Agassiz, 1850 geaccepteerd als Pungitius pungitius  (Linnaeus, 1758)
  - Gasterosteus globiceps Sauvage, 1874 geaccepteerd als Pungitius pungitius  (Linnaeus, 1758)
  - Gasterosteus globiceps Sauvage, 1874 geaccepteerd als Pungitius laevis  (Cuvier, 1829)
  - Gasterosteus laevis Cuvier, 1829 geaccepteerd als Pungitius laevis (Cuvier, 1829)
  - Gasterosteus pungitius Linnaeus, 1758 geaccepteerd als Pungitius pungitius (Linnaeus, 1758)
  - Gasterosteus breviceps Blanchard, 1866 geaccepteerd als Pungitius laevis  (Cuvier, 1829)
  - Gasterosteus lotharingus Blanchard, 1866 geaccepteerd als Pungitius laevis  (Cuvier, 1829)
  - Gasterosteus mainensis Storer, 1837 geaccepteerd als Pungitius pungitius  (Linnaeus, 1758)
  - Gasterosteus nebulosus Agassiz, 1850 geaccepteerd als Pungitius pungitius  (Linnaeus, 1758)
  - Gasterosteus platygaster Kessler, 1859 geaccepteerd als Pungitius platygaster  (Kessler, 1859)
  - Gasterosteus stenurus Kessler, 1876 geaccepteerd als Pungitius stenurus  (Kessler, 1876)
  - Gasterosteus vulgaris Mauduyt, 1848 geaccepteerd als Pungitius laevis  (Cuvier, 1829)
  - Gasterosteus sinensis Guichenot, 1869 geaccepteerd als Pungitius sinensis  (Guichenot, 1869)
- Geslacht Rachycentron:
  - Gasterosteus canadus Linnaeus, 1766 geaccepteerd als Rachycentron canadum (Linnaeus, 1766)
- Geslacht Spinachia:
  - Gasterosteus spinachia Linnaeus, 1758 geaccepteerd als Spinachia spinachia (Linnaeus, 1758)
- Geslacht Trachinotus:
  - Gasterosteus carolinus Linnaeus, 1766 geaccepteerd als Trachinotus carolinus (Linnaeus, 1766)
  - Gasterosteus ovatus Linnaeus, 1758 geaccepteerd als Trachinotus ovatus (Linnaeus, 1758)